# Raket

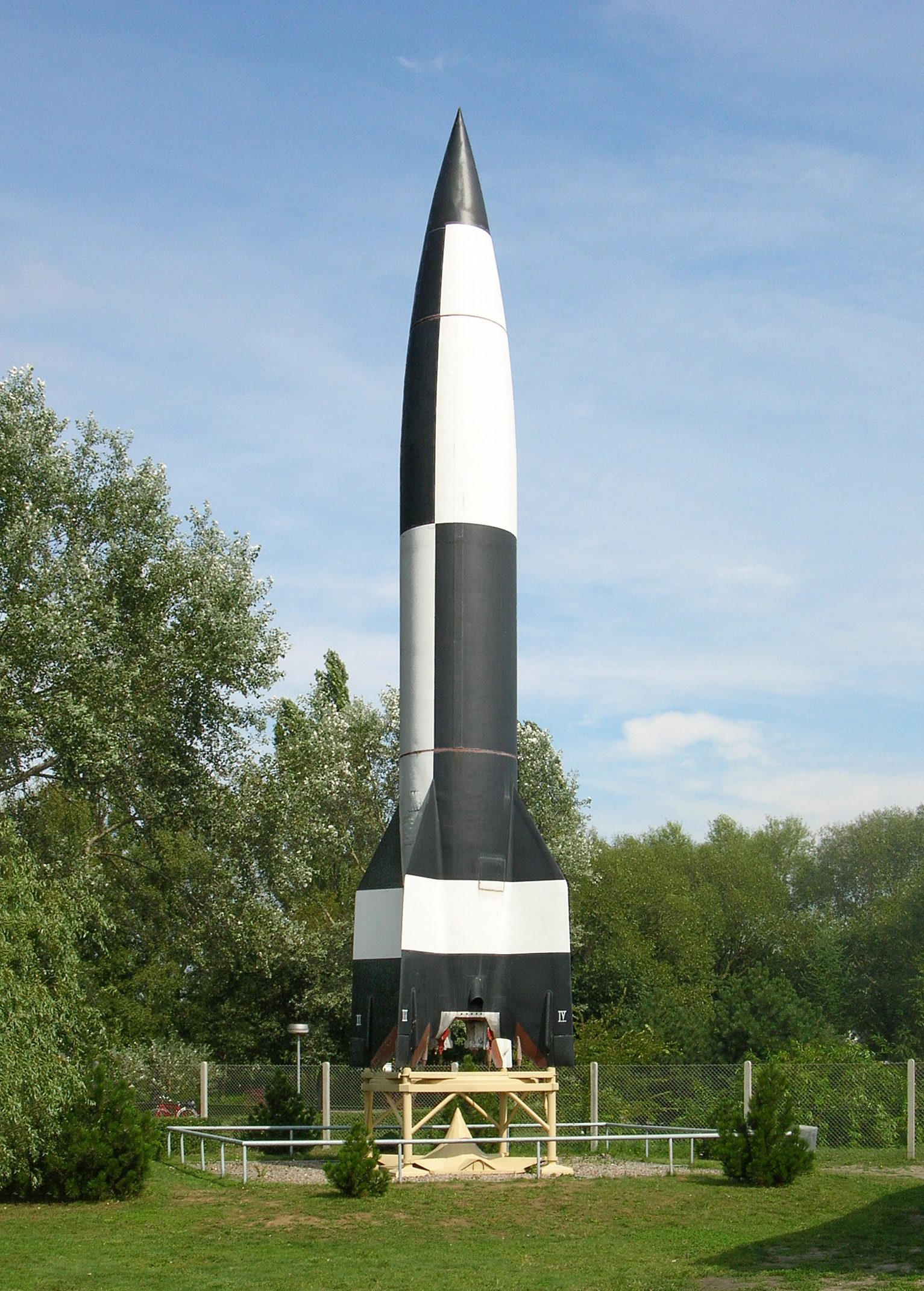
De V-2, de eerste ballistische raket

Een raket is een voorwerp voortgedreven door een reactiemotor met de benodigde reactiemassa aan boord.

## Stuwkracht
De raket krijgt impuls naar voren door massa (meestal hete gassen) met hoge snelheid naar achteren uit te werpen. Dit wordt beschreven volgens de raketvergelijking van Tsiolkovski. Omdat naast de brandstof ook de oxidator (zoals zuurstof) voor de motor aan boord is, kan een raket ook in vacuüm werken. Een belangrijke parameter van een raketsysteem is de specifieke impuls: hoe hoger, hoe zuiniger in gebruik van reactiemassa. Daarnaast is bij een lancering essentieel dat de raket meer kracht kan uitoefenen dan zijn eigen gewicht. Eenmaal in de ruimte kan een langdurige werking met beperkte capaciteit ook goed werken. De benodigde energie komt meestal uit een chemische reactie die de reactiemassa ondergaat (chemische raket), maar kan bijvoorbeeld in de ruimte bij langdurige werking met beperkte capaciteit ook van de zon komen.
Een grote chemische raket is vaak een meertrapsraket. Sommige lanceertuigen zijn modulair opgebouwde raketten. Dat houdt in dat afhankelijk van de massa, het formaat en de vereiste snelheid van de lading er extra hulpraketten, een andere of een extra bovenste rakettrap of een ander formaat neuskegel gebruikt kunnen worden.

## Aerodynamica en besturing
Vroegere en hedendaagse simpele, kleine raketten hebben een scherpe vorm om de luchtweerstand zo laag mogelijk te houden. De vinnen (net zoals vissen die hebben) zorgden ervoor dat dit soort raketten niet onbeheerst om hun as gaan draaien of wiebelen tijdens het atmosferische gedeelte van de vlucht. Door de vinnen te draaien kan zo'n raket worden bestuurd.
Grotere raketten hebben tegenwoordig meestal een stompe (afgeronde) neuskegel omdat deze de hitte als gevolg van supersonische luchtwrijvingsweerstand beter kan afvoeren. Uitzondering hierop zijn de raketten die een ruimteschip met ontsnappingstoren (zoals Sojoez en Orion) lanceren. Na het passeren van de Kármánlijn die algemeen als grens van de ruimte geldt wordt de aerodynamische neuskegel die de lading tegen winddruk beschermt afgeworpen. Op die hoogte is praktisch geen lucht meer en met minder massa aan boord kan de raket effectiever versnellen.
De besturing gebeurt niet meer door vinnen maar wordt met de volgende (combinatie van) methodes bewerkstelligd:
- Een bewegende raketmotor of beweegbare straalpijp die enkele graden opzij van de raket-as gericht kan worden.
- Verniermotoren. Dit zijn geen echte raketmotoren, maar twee kleinere richtbare straalpijpjes aan weerszijden van een niet beweegbare hoofdstraalpijp die lichte zijwaartse druk uit de verbrandingskamer van de hoofdmotor kunnen aftappen. Hiermee kan ook een rolbeweging worden bewerkstelligd.
  - Een variant hierop was te vinden in de Falcon 1-raket. De straalpijp van de Merlin 1C-hoofdmotor was beweegbaar, maar ook de beweegbare uitlaat van de turbopomp deed mee in de besturing en kon voor rolbeweging zorgen.
- Kleine stuurmotoren. Dit zijn kleine motoren met een vaste positie die of bovenaan of onderaan een rakettrap zitten. Door de combinatie van deze motoren met de juiste druk en duur te vuren kan de richting van de raket worden gecontroleerd. Deze motoren waarvan er vaak acht, twaalf of zestien stuks samenwerken kunnen op hypergolische brandstoffen of op de druk van vloeibare stikstof werken.
- Stuwkrachtverschil - wanneer er meerdere hoofdmotoren gebruikt worden kan de raket door meer of minder stuwkracht aan een zijde te geven de richting aanpassen. Dit werkt alleen voor zeer kleine koerscorrecties en wordt in de praktijk niet meer gedaan. De N1-raket waarmee de Sovjet-Unie bemande maanreizen wilde uitvoeren gebruikte deze techniek, maar heeft nooit met succes gevlogen.

## Geschiedenis

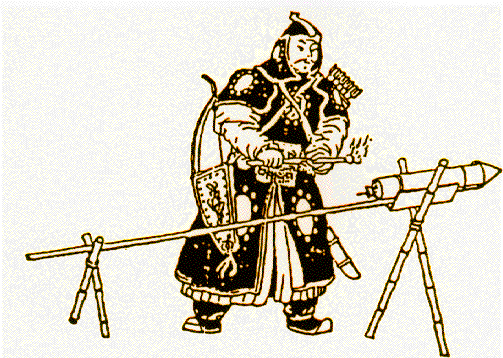
Een antieke Chinese raket

De raket is in China uitgevonden. Als raketbrandstof werd buskruit gebruikt, dat de Chinezen in de eeuwen ervoor hadden uitgevonden. Een eerste betrouwbare bron (Ko Chieh Ching Yuan) van de ontwikkeling van de raket vermeldt dat in het jaar 998 ene Tang Fu een nieuw soort raket met een ijzeren kop heeft uitgevonden. NASA noemt het gebruik van grote en krachtige raketten in de strijd van de Chinezen tegen de Mongoolse invasie in 1232.
Het lijkt erop dat Europa in 1241 voor het eerst kennismaakte met de raket bij de inname van Boedapest door de Mongoolse troepen in dat jaar. In de Arabische literatuur verscheen de raket in 1248 als in dat jaar de Mongolen Bagdad innemen. De Arabieren gebruikten daarna in 1268 zelf raketten tegen het Franse leger tijdens de Zevende Kruistocht. Ook de Fransen zagen het nut van dit nieuwe wapen en in 1428 verschenen er berichten van het gebruik van raketten bij de belegering van Orléans tijdens de Honderdjarige Oorlog tussen Frankrijk en Engeland. In 1650 begonnen de Nederlanders raketten te gebruiken en in 1668 begonnen de Duitsers ermee te experimenteren.
Begin 19e eeuw zag Engeland het militaire nut van de raket in. William Congreve ontwierp een aantal oorlogsraketten. Vlissingen is onder andere door deze Congreve-raketten beschoten geweest.
Op 16 maart 1926 lanceerde Robert Hutchings Goddard als eerste een raket die op vloeibare brandstof werkte. Hoewe de vlucht maar 2,5 seconde duurde en een hoogte van slechts 12,5 meter behaalde wordt dit gezien als een sleutelmoment in de ontwikkelingen die tot ruimtevaart leidden.
Ook de ontwikkeling van de V2 ballistische raket in Duitsland tijdens de tweede wereldoorlog was van groot belang voor de totstandkoming van de eerste ruimteraketten. Raketwetenschappers die aan het project hadden gewerkt waren na de oorlog betrokken bij de ontwikkeling van zowel Russische als Amerikaanse raketten.

## Raketmotoren

### Verbrandingsraketmotoren
Raketmotoren zijn er met vastebrandstofmotor, vloeibarebrandstofmotor en hybridebrandstofmotor. Raketten werken meestal door middel van de chemische verbranding van een geschikte brandstof (waterstof, ethanol, benzine, hydrazine, RP1-raketkerosine, methaan, propeen) met zuurstof of een ander oxidatiemiddel (bijvoorbeeld vloeibare zuurstof of waterstofperoxide) hoewel enkele andere reacties theoretisch in aanmerking komen. Het geheel wordt, vooral als het al is gemengd, stuwstof (of propellant) genoemd, om de minder juiste term "brandstof" te vermijden.
Van belang bij de keuze van de brandstof is:
- de specifieke impuls (de energie die een brandstof levert bepaalt een theoretisch maximum voor die brandstof, die bij geen enkel raketontwerp overschreden kan worden)
- de reactiviteit en giftigheid van de reactieproducten
- de gevaren van de opslag van grote hoeveelheden brandstof
- de duur van de werkzaamheid stuwstoffen in de ruimte (door bevriezing of afkoking)
- de benodigde secundaire apparatuur en het gewicht daarvan (bijvoorbeeld pompen voor vloeibare zuurstof)
- de kosten van het werken met bepaalde stuwstoffen
- in mindere mate: de prijs van het de stuwstof (de prijs van de stuwstoffen is normaliter een fractie van de prijs van de meeste raketten zelf en de vrachten)

De chemische reactie die per gewichtseenheid de meeste energie levert, is die van fluorgas met waterstof. Deze komt echter om praktische reden niet in aanmerking als brandstof, aangezien zowel elementair fluor als het reactieproduct waterstoffluoride extreem giftig en corrosief zijn.

#### Afkortingen voor stuwstoffen
Vaak wordt in de media een samenvoegingsterm gebruikt voor de brandstof en de oxidator. Zo wordt bij een raket die werkt op RP1 (raketkerosine, Refined Petroleum 1) en vloeibare zuurstof (Engels: liquid oxygen afgekort als lox) de term kerolox gebruikt. Methaan en vloeibare zuurstof heet dan methalox en vloeibare waterstof (en: hydrogen) en vloeibare zuurstof wordt wel hydrolox genoemd.

### Vastebrandstofmotoren
Eenvoudige raketten maken gebruik van vastebrandstofmotoren, waarbij de aandrijfstof, bestaande uit een oxidator en een brandbare stof, voorgemengd aanwezig is en na ontsteking opbrandt als in een vuurpijl (het oudste bekende type raket). Buskruit is dus de oudst bekende raketbrandstof. 
Een probleem bij dit soort raketten is de verandering van de vorm van de verbrandingskamer tijdens de vlucht, omdat het vlamfront een wand ervan vormt. Een ander probleem is dat als vaste brandstof eenmaal is aangestoken, het lastig en meestal onmogelijk is om de ontbranding weer te stoppen. Vanwege veiligheidsredenen wordt dit voor het vervoer van mensen soms bezwaarlijk geacht. Bij de inmiddels buiten gebruik gestelde Spaceshuttle, de geannuleerde Ares I en het in ontwikkeling zijnde Space Launch System van NASA is/wordt vaste brandstof toch bij het vervoer van mensen toegepast. Ook de Atlas V-configuratie die de bemande Boeing Starliner zal lanceren gebruikt twee vastebrandstofmotoren.
Met vaste brandstof kan niet actief gas teruggenomen worden. Verschillende lagen van brandstof kunnen echter wel anders van samenstelling zijn waardoor de stuwkracht op verschillende momenten vooraf kan worden aangepast aan de verwachte omstandigheden van de atmosfeer.

### Vloeibarebrandstofmotoren
Meer complexe raketmotoren maken gebruik van vloeibarebrandstofmotoren, waarbij de aandrijfstof, bestaande uit een vloeibare oxidator en een vloeibare brandbare stof, gescheiden aanwezig zijn in het systeem. Veelal gebeurt de ontsteking door middel van pyrofore vloeistoffen. Maar bij motoren die op waterstof, methaan of een andere gasvormige brandstof werken kan ook een hoeveelheid vonken onder de motor als ontsteking vanaf de grond worden gebruikt. Bij sommige raketten gebeurt de ontsteking van de eerste trap vanaf de grond om de motor simpeler te houden. De ontsteking kan echter ook onderdeel van de motor zijn met als voordeel dat deze eventueel herstartbaar is. 
De voortstuwing of verbranding is te regelen door de toevoer van deze stoffen te verminderen of te onderbreken. Er zijn ook raketten die gebruik maken van hypergolische brandstoffen. Die ontsteken zichzelf zodra de brandstof en oxidator met elkaar in aanraking komen. Een probleem bij dit soort raketten zijn de agressieve stoffen die vaak problemen geven bij opslag.

#### Drukgevoede motoren

Schematische weergave van een drukgevoede raketmotor

De simpelste vloeibarebrandstofmotoren zijn drukgevoede motoren. Bij deze motoren worden de brandstof en oxidator door de druk in de tanks naar de verbrandingskamer geduwd. Nadeel van dit type motoren is dat de druk in de verbrandingskamer nooit hoger mag zijn dan die in de tanks. Anders zou de toevoerstroom omkeren. 
Drukgevoede motoren worden vaak gebruikt als stuurmotoren omdat ze snel kunnen worden gestart daar er geen turbopomp in gang behoeft te worden gezet. Tanks worden meestal met een drijfgas onder druk gehouden.

#### Brandstofpompen en principes

Schematische weergave van een open verbrandingscyclus

Schematische weergave van een gesloten verbrandingscyclus

Schematische weergave van een full flow gesloten verbrandingscyclus

Om de druk in de verbrandingskamer toch hoger te kunnen krijgen dan de maximale druk in de tanks worden meestal brandstofpompen (meestal turbopompen) gebruikt. Overigens is ook in dat geval een drijfgas nodig om de brandstof en oxidator vanuit de tanks naar de brandstofpompen te duwen. In de meeste gevallen zijn dat twee turbines die door een voorverbrander worden aangedreven.
Een betrekkelijk nieuwe techniek is om elektrische pompen in plaats van voorverbranders te gebruiken. Dit kan doordat de batterijtechniek de laatste decennia een flinke verbetering heeft doorgemaakt waardoor kleinere lichtere batterijen meer vermogen kunnen leveren. De motoren van Rocket Lab en Astra gebruiken deze techniek.
Er bestaan motoren die één set brandstofpompen voor twee of vier verbrandingskamers gebruiken. De Amerikaanse LR-87 (hoofdmotor van Titan-raketten) en de Russische RD-107A, RD-170 en de RD-180 zijn daar voorbeelden van. Men zou door het tellen van het aantal straalpijpen onder een raket daardoor foutief kunnen denken te weten hoeveel motoren er in zo’n raket zitten.

### Hybridebrandstofmotoren
Hybridebrandstofmotoren maken gebruik van vaste stof en een vloeistof. Bestaande uit een oxidator en een brandbare stof. Een probleem bij dit soort raketten is de regeling van voortstuwing tijdens de vlucht. Een voordeel is dat deze zijn te doven. De RocketmotorTwo van SpaceShipTwo is een hybride motor die inmiddels wordt gebruikt. In december 2020 kon een SpaceShipTwo dankzij zo’n motor een testvlucht afbreken toen er kort na de start iets technisch niet in orde bleek met het ruimtevaartuig.

### Vorm van de verbrandingskamer
De verbrandingskamer is naar een kant open, waar een straalbuis is geplaatst, die de hete reactiegassen gericht en gecontroleerd laat expanderen waardoor de efficiëntie van de aandrijving toeneemt. Dit is geen letterlijke verbrandingskamer, hij wordt alleen zo genoemd. Bij een vastebrandstofmotor beslaat de verbrandingskamer de hele lengte van de rakettrap met uitzondering van de straalpijp.

### Ionenmotor
Een ander type raket wordt aangedreven door een ionenmotor; hierbij worden zware atomen (bijvoorbeeld van het edelgas xenon) geïoniseerd en door middel van een elektrisch veld versneld. De hiervoor benodigde energie kan bijvoorbeeld uit een zonnepaneel, een batterij of kernreactor komen. Het impulsrendement en de maximale te bereiken snelheden zijn bij dit type aandrijving veel hoger, omdat de ionen met een veel grotere snelheid de motor verlaten dan de hete reactiegassen van een verbrandingsmotor. De maximale stuwkracht is echter zeer klein (in de orde van grammen), zodat een dergelijke motor zeer lang aan moet staan om een goed effect te bewerkstelligen. De geringe stuwkracht maakt de motor ongeschikt om op te stijgen van de aarde of zelfs maar wrijving van enig belang te overwinnen; hierdoor werkt dit type alleen in vacuüm.

## Raketwapens
Tegenwoordige raketwapens zijn veelal zogenaamde geleide wapens. Tevens kan er onderscheid gemaakt worden naar de tactische rol die een geleid wapen heeft:
- Air-to-Air-missile (AAM) oftewel lucht-luchtraket
- Air-to-Ground of Air-to-Surface-missile (ASM) oftewel lucht-grondraket
- Ground-to-Air of Surface-to-Air-missile (SAM) oftewel luchtdoelraket
- Ground-to-Ground-missile of Surface-to-Surface-missile (SSM) oftewel grond-grondraket
- Anti-ship-missle (ASM)  oftewel antischeepsraket.

Naar lading kunnen worden onderscheiden:
- kinetisch wapen (geen lading, het gaat om de botsing)
- explosief
- kernwapen
- chemisch of biologisch wapen

Wat techniek betreft werken vrijwel alle westerse raketwapens tegenwoordig op vaste brandstof. Dit is zo omdat ze snel inzetbaar moeten zijn. Eerder werden voor middellangeafstandsraketten en intercontinentale raketten ook hypergolische brandstoffen gebruikt, omdat die stabiel en langdurig in de raket konden worden opgeslagen zodat deze langdurig gereed konden staan voor een lancering. De Amerikaanse raketten Titan I, Atlas, en Thor en de Russische R7, die op RP1 en vloeibare zuurstof werkten, werden daarom begin jaren 1960 al binnen enkele jaren vervangen door hypergolische raketten. Cryogene zuurstof is niet stabiel op te slaan in de raket waardoor het minimaal 15 minuten duurde om de raketten vol te tanken. Deze raketten werden daarna (uitgezonderd de Titan I) aangepast voor de ruimtevaart. In Rusland, China en Noord-Korea zijn er nog altijd hypergolische langeafstands-raketten in gebruik.

## Spaceshuttle
De Spaceshuttle maakte bij de start gebruik van twee vastebrandstofopduwraketten gevuld met vaste brandstof of stuwstof. Dit brandstofmengsel bestond uit ammoniumperchloraat (69,9%, oxidant), aluminiumpoeder (16%, brandstof), rood ijzeroxide (0,4%, katalysator), een polymeer (12,04%, PBAN of HTPB) en epoxy (1,96%). Deze "Thiokol" (nu Northrop Grumman Space Systems)-raketmotoren zorgden voor 1320 ton stuwdruk per motor op zeeniveau en 83% van de stuwkracht bij het opstijgen en waren vastgehecht aan de enorme centrale cryogene brandstoftank. Zij wogen bij de lancering samen 590 ton en verbruikten in ongeveer 2 minuten 7700 kg stuwstof. De onderdelen van deze motoren worden nu hergebruikt op het Space Launch System.

## Misvatting over reactiemotoren
Een veel gehoorde misvatting is dat een raket zich zou afzetten tegen de atmosfeer en daardoor in beweging zou komen (zoals een auto zich tegen het wegdek afzet). Als dit waar zou zijn dan zou een raket in het vacuüm van de ruimte niet kunnen accelereren. 
In werkelijkheid kan een raket in het vacuüm veel effectiever accelereren doordat daar geen luchtweerstand is. Een raket maakt gebruik van het principe “actie is reactie”. De beweging is een gevolg van de massa van de uitstoot die met zeer hoge snelheid achterwaarts gedreven wordt waardoor de raket zich in de tegenovergestelde richting beweegt. In principe veroorzaakt de beweging van gassen in de uitlaat van een auto ook voorwaartse druk. Die druk is echter verwaarloosbaar, veel minder dan de frictieweerstand van het voertuig en kan zodoende een auto niet in beweging zetten.
In 1920 heeft de New York Times op basis van die misvatting beweerd dat Goddards bewering dat raketten ook in de ruimte werken niet kon kloppen. In 1969, daags na de lancering van Apollo 11, plaatste de krant alsnog een rectificatie, komisch door de droge stijl en doordat deze gezien eerdere raketlanceringen rijkelijk laat kwam.

## Voorbeelden

### Raketten
- Sojoez (raket)
- Saturnus V
- Space Launch System
- Ariane 5
- Atlas V
- Falcon 9

Voor een uitgebreider overzicht zie: Lijst van draagraketten.

### Raketmotoren
- RS-25
- RS-68
- Merlin 1
- Star
- Vulcain